# Anthony St John (22e baron St John de Bletso)
Anthony Tudor St John, 22e baron St John de Bletso (né le 16 mai 1957) est un pair britannique, homme politique, homme d'affaires et avocat. Il est l'un des 90 pairs héréditaires élus pour rester à la Chambre des lords après la House of Lords Act 1999. Il s'exprime sur les affaires africaines (et est un expert notable de l'Afrique australe), la déréglementation, les services financiers et les technologies de l'information. Il siège comme crossbencher.

## Biographie
Fils d'Andrew St John, 21e baron St John de Bletso, il succède à son père en 1978 . Il fait ses études à l'Université du Cap, où il obtient un baccalauréat ès arts et un baccalauréat en sciences, et à l'Université d'Afrique du Sud, où il obtient un baccalauréat en droit. Il poursuit ses études à la London School of Economics et obtient une maîtrise en droit. Lord St John prend son siège à la Chambre des lords en 1979.
Entre 1985 et 2002, il travaille comme analyste pétrolier chez County NatWest Securities puis Smith New Court Plc et est ensuite consultant pour Merrill Lynch jusqu'en 2008. Il développe les activités de centre de données Internet de Globix Corporation au Royaume-Uni, puis devient président des ventes mondiales et du marketing pour le groupe international. Entre 2004 et 2012, il est président non exécutif de Spiritel Plc, un fournisseur de services de télécommunications et directeur non exécutif chez Sharp Interpak, WMRC et Pecaso. Il est également membre du conseil consultatif d'Infinity SDC et de Chayton Capital, en se concentrant sur l'agriculture et les opportunités commerciales en Afrique. Son entreprise, African Business Solutions, assiste les entreprises internationales cherchant à investir en Afrique en particulier dans les infrastructures, le haut débit, les services financiers et les énergies renouvelables. Il est actuellement président et administrateur non exécutif de plusieurs sociétés cotées et non cotées.
Depuis 1998, Lord St John est Lord-in-Waiting supplémentaire de la Reine. Il a récemment siégé au Comité spécial des communications de la Chambre des lords et au Comité spécial ad hoc sur l'intelligence artificielle. Il est actuellement vice-président du groupe parlementaire africain de tous les partis, du groupe du Zimbabwe et du groupe de l'Afrique du Sud ainsi que du groupe des espèces menacées. Il est président de l'association caritative Citizens Online de 2001 à 2008. Il est actuellement administrateur de Christel House Europe et administrateur émérite d'Alexandra Rose Charities, Tusk Trust et Television Trust pour l'environnement.
Il s'intéresse particulièrement aux affaires étrangères, au continent africain, aux technologies propres, à la conservation de la faune et au sport. Il joue un rôle proactif dans le secteur caritatif, en tant que fiduciaire de 7 organismes de bienfaisance principalement axés sur la réduction de la pauvreté, l'éducation et la conservation de la faune en Afrique australe.
Anthony St John est marié à Helen Westlake, puis à Sabine McTaggart. Il est père de 5 enfants.